# Lampides pelotus
Lampides pelotus är en fjärilsart som beskrevs av Karsch 1895. Lampides pelotus ingår i släktet Lampides och familjen juvelvingar. Inga underarter finns listade i Catalogue of Life.